# San Martino in Argine
San Martino in Argine è una frazione di Molinella, nella città metropolitana di Bologna. È situata a 5 km a sud ovest di Molinella in direzione di Budrio e Bologna.

## Storia
Dove oggi si trova l'imponente chiesa di San Martino, al centro del piccolo paese, si trovava in origine l'antica Plebs Sancti Martini che era il luogo di culto più antico di tutta la zona circostante, dalla quale dipendevano Mezzolara, Durazzo e persino la Corte del Poggio (l'attuale Molinella). Di questa pieve si hanno notizie antecedenti all'anno mille. La popolazione di Corte del Poggio però aveva molte difficoltà a raggiungere San Martino durante i mesi invernali poiché la strada che attraversava la Valle di Barattino era costantemente allagata. Questo portò attorno alla metà XIV secolo la comunità della Corte a creare la Parrocchia autonoma di San Matteo alla Molinella. 
È da questo momento che inizia il declino della centralità della Pieve di San Martino.
Il toponimo San Martino in Argine non si riferisce certamente all'argine dell'Idice che venne deviato in quella zona solo nel 1816, ma probabilmente dalla storpiatura di Argelle, un piccolo torrente che passava in zona.

## Luoghi di interesse
Chiesa di San Martino
Ultimata nel 1727 sopra i resti della chiesa originaria del 1390.
Santuario di Santa Maria della Corla
Il Santuario prende il nome dalla Corla, un piccolo corso d'acqua che nasceva nei pressi di Budrio e terminava nella palude di San Martino. Venne fondato nel XV secolo presso una piccola cappella dedicata alla Vergine. Dato che l'immagine qui conservata era considerata miracolosa e i fedeli che accorrevano erano molto numerosi, nel XVI secolo venne eretta una chiesa notevolmente più grande, che è quella che si può osservare attualmente. Nel 1608 venne completato il convento circostante dei Padri del Terzo Ordine di San Francesco che avevano in custodia il Santuario. A metà del XVIII secolo i fedeli cominciarono a diradare e i monaci non riuscirono più ad occuparsi del mantenimento del complesso che all'inizio dell'Ottocento venne sconsacrato e abbandonato. 
Oggi (2013) il complesso è in rovina a seguito di numerosi crolli, è tuttavia ancora osservabile l'imponente struttura esterna della Chiesa cinquecentesca e del convento.
Villa Ghisleri
Villa del XVI secolo ma fortemente rimaneggiata nel 700. Venne salvata dalla rovina dal generale di Napoleone, Giuseppe Grabinski.